# Семейство Карины
Семейство Карины — это небольшая группа астероидов, которая содержит всего около 90 астероидов главного пояса. Особенность данной группы состоит в том, что учёные использовали орбиты 13 астероидов из этого семейства, для определения орбит, по которым они двигались ранее и, в конечном итоге, для определения орбита родительского астероида, из которого образовалось семейство.
Семейство получило своё имя в честь крупнейшего своего представителя — астероида (832) Карин, принадлежащего к астероидам спектрального класса S. Астероид имеет в диаметре примерно 19 км, что по составляет около 15–20% от массы исходного тела, которое по оценкам могло иметь в диаметре до 33 км и было разрушено в результате столкновения с другим астероидов на отдельные фрагменты диаметром 1-7 км, которые затем и образовали само семейство. 
В 2002 году были обнаружены довольно молодые астероиды, по которым и было установлено время образования семейства. По астрономическим меркам это произошло совсем недавно, примерно 5,8 ± 0,2 миллиона лет назад, поэтому поверхность образовавшихся астероидов практически не пострадала от вторичных столкновений и воздействия процессов космического выветривания, что даёт возможность многое узнать об их внутреннем составе и установить связь между астероидами и найденными на земле метеоритами. Точная датировка времени появления семейства также может помочь в определении скорости кратерообразования на астероидах. Особенность этого семейства также состоит в том, что именно в нём были впервые обнаружено влияние эффекта Ярковского на астероиды главного пояса. Это астероидное семейство также может быть источником межпланетной полосы пыли, обнаруженной инфракрасной орбитальной обсерваторией IRAS, а также метеоритов возрастом 5,8 млн лет, образовавшихся из астероидов класса S.
Подсчитано, что из-за маленького размера астероидов семейства, в течение 100 миллионов лет семейство будет рассеяно в космическом пространстве до такой степени, что его невозможно будет выделить это семейство на фоне других астероидов главного пояса.
Не все астероиды движущихся по орбитам семейства Карины принадлежат к этому семейству. Например астероид (4507) Питерколлинз изначально считается членом семейства, но в 2004 году, при исследовании спектральных характеристик этого астероида, было выявлено, что они не совпадают со спектрами других астероидов семейства и как следствие его нельзя отнести к данному семейству.